# Rescue Me (singel OneRepublic)
„Rescue Me” – singel amerykańskiego zespołu OneRepublic, który ukazał się 17 maja 2019 roku. Piosenka zapowiada nadchodzący, piąty album grupy.

## Informacje o utworze
Autorami utworu są Ryan Tedder oraz Brent Kutzle, odpowiadają oni również za produkcję, przy współudziale Tylera Spry. Ryan Tedder powiedział o utworze: 

‚Rescue Me’ powstało bardzo szybko, w 10 minut albo mniej. To był strumień świadomości. Powiedziałem Brentowi, naszemu basiście i wiolonczeliście: „Chcę napisać piosenkę opartą na moim pomyśle sprzed kilku lat, nazywa się ‚Rescue Me’. On zaczął grać dość smutno brzmiący riff i wtedy z mojej głowy po prostu wydostał się refren. Dokładnie taki, jak w końcowej wersji. Koncept był taki: w każdej przyjaźni czasem dajesz i odbierasz, ale czasami musisz się zastanowić, czy otrzymasz tyle samo miłości, ile jej dajesz.

## Promocja utworu
17 maja 2019 roku, zespół wykonał utwór „Rescue Me” podczas programu The Ellen DeGeneres Show. Następnie 21 maja grupa zagrała singel podczas finału 16. sezonu amerykańskiego programu The Voice. 13 czerwca zespół wystąpił w programie Jimmy'go Fallona Tonight Show. Zespół wystąpił także podczas gali Teen Choice Awards 2019 prezentując „Rescue Me” oraz swój przebój „Counting Stars”. Podczas występu, do utworu „Rescue Me” na scenie tańczył, znany z teledysku Cody Bingham.

## Teledysk
17 maja 2019, wraz z premierą singla, nastąpiła premiera teledysku. Klip został wyreżyserowany przez Christiana Lamb, a występuje w nim Cody Bingham, uczestnik programu Dancing with the Stars: Juniors. W teledysku chłopiec jest ścigany przez grupę prześladowców jadących na rowerach. Na szczęście, dla chłopca, jego taneczne umiejętności sprawiają, że odpiera on atak swoich prześladowców. Zdjęcia do klipu zrealizowano w Silverton w Oregonie. 

## Pozycje na listach i certyfikaty

### Notowania tygodniowe
| Kraj/Region       | Notowanie (2019)               | Najwyższa pozycja |
| ----------------- | ------------------------------ | ----------------- |
| Australia         | Top 50 Singles                 | 26                |
| Austria           | Ö3 Austria Top 40              | 17                |
| Belgia            | Ultratop 50 Singles (Flandria) | 27                |
| Belgia            | Ultratop 50 Singles (Walonia)  | 26                |
| Czechy            | Singles Digitál Top 100        | 9                 |
| Czechy            | Radio Top 100                  | 8                 |
| Francja           | Top Singles                    | 106               |
| Holandia          | Single Top 100                 | 71                |
| Irlandia          | Top 100 Singles                | 23                |
| Kanada            | Canadian Hot 100               | 58                |
| Niemcy            | Top 100 Single Charts          | 24                |
| Norwegia          | VG-lista                       | 30                |
| Nowa Zelandia     | Official Top 40 Singles        | 22                |
| Polska            | AirPlay – Top                  | 27                |
| Słowacja          | Singles Digitál Top 100        | 18                |
| Stany Zjednoczone | Adult Top 40                   | 14                |
| Stany Zjednoczone | Bubbling Under Hot 100 Singles | 5                 |
| Stany Zjednoczone | Mainstream Top 40              | 29                |
| Szwajcaria        | Singles Top 100                | 21                |
| Szwecja           | Singles Top 60                 | 31                |
| Węgry             | Stream Top 40                  | 11                |
| Wielka Brytania   | Official Singles Chart Top 100 | 52                |
| Włochy            | Single Top 20                  | 44                |

### Certyfikaty
| Kraj/region       | Wydawca           | Certyfikat         | Źródło |
| ----------------- | ----------------- | ------------------ | ------ |
| Australia         | ARIA              | 3× platynowa płyta | [ 29 ] |
| Belgia            | BEA               | Złota płyta        | [ 30 ] |
| Brazylia          | Pro-Música Brasil | 2× platynowa płyta | [ 31 ] |
| Niemcy            | BVMI              | Złota płyta        | [ 32 ] |
| Nowa Zelandia     | RMNZ              | Złota płyta        | [ 33 ] |
| Polska            | ZPAV              | Platynowa płyta    | [ 34 ] |
| Stany Zjednoczone | RIAA              | Złota płyta        | [ 35 ] |
| Włochy            | FIMI              | Platynowa płyta    | [ 36 ] |